# Christian 2. af Oldenburg
Christian 2. af Oldenburg (født før 1209, død 1233) var regerende greve af Oldenburg fra 1209 til 1233.
Han var søn af grev Moritz 1. af Oldenburg og Salome von Wickrath.
Christian var gift med Agnes af Altena-Isenberg, datter af grev Arnold af Altena. De havde to sønner:
- Ótto (død ca. 1285), abbed i Rastede og i St.-Paul-Kloster i Bremen
- Johan 1. (ca. 1204–ca. 1270), greve af Oldenburg

## Literatur
- Schmidt, Heinrich (1992). "Christian II.".  I Friedl, Hans; Günther, Wolfgang; Günther-Arndt, Hilke; Schmidt, Heinrich (red.). Biographisches Handbuch zur Geschichte des Landes Oldenburg (tysk). Oldenburg: Isensee Verlag. s. 126. ISBN 3-89442-135-5.